# 교향곡 1번 (프로코피예프)
《교향곡 1번 라장조 '고전' 작품번호 25》은 세르게이 프로코피예프가 1917년에 작곡한 작품이다.
연주시간 16분 가량의 매우 짧은 교향곡이다. 그는 이 제1교향곡에 대해서 "만일 하이든이 지금까지 살아 있다면, 그 자신의 성향을 간직하면서 동시에 새로운 것을 받아들였으리라고 생각한다. 그것은 내가 쓰고 싶은 종류의 교향곡, 즉 고전주의풍의 교향곡이다"라고 말하였다. 하이든이 확립한 교향곡 형식을 빌리면서도 거기에는 특유의 새로운 개성과 창조가 엿보인다.

## 악장 구성
- 1악장: 알레그로
- 2악장: 라르게토
- 3악장: 가보트-논 트로포 알레그로
- 4악장: 피날레-몰토 비바체

## 악기 편성
플루트2, 오보에2, 클라리넷2, 바순2, 호른2, 트럼펫2, 팀파니, 현악기